# Курильські острови (Дунай)
Курильські острови — острови на півдні України в Ізмаїльському районі Одеської області. Є найпівденнішою точкою області.

## Географія
Курильські острови розташовані в дельті Дунаю, на півдні України, на відстані 600 км на південь від Києва.

## Клімат
Клімат помірний. Середня температура 12 °C. Найспекотніший місяць – липень, температура 24°C, найхолодніший – січень, температура 1°C. Середня кількість опадів становить 697 міліметрів на рік. Найвологіший місяць – січень, випало 110 міліметрів опадів, а найсухіший – березень, де випало 21 міліметр.